# Desmond Morris
Desmond Morris, född 24 januari 1928 i Purton, Wiltshire, är en brittisk zoolog, etolog, författare och surrealistisk konstnär.
Morris växte upp i staden Swindon där han bodde till 1951. Under denna tid började han utveckla ett starkt intresse för naturhistoria och skrivande. Under skoltiden i Salisbury Plain i Wiltshire fick han sin passion för zoologi och modern bildkonst. År 1946 inkallades han till värnplikt under två år i armén och under denna tid tjänstgjorde han bland annat som lärare i bildkonst vid Chiseldon Army College. Det var då som han också började måla på allvar. Efter demobiliseringen höll han 1948 sin första separatutställning på Swindon Arts Centre.
Efter grundutbildning vid universitetet i Birmingham tog Morris en First Class Honours Degree (motsvarande en filosofie kandidatexamen med betyget väl godkänd) i zoologi. Han flyttade 1951 till Oxfords universitet och dess zoologiska institution för att påbörja sin forskning om djurs beteende, särskilt fortplantningsrelaterad kommunikation, för sin doktorsexamen. År 1954 blev han filosofie doktor på en avhandling om småspiggens parningsbeteende.